# 庆丰闸
39°54′13″N 116°27′49″E / 39.903666°N 116.463558°E
庆丰闸，位于北京市朝阳区双井街道，是通惠河上的一座水闸。2013年，列为第七批全国重点文物保护单位——大运河的子项。

## 简介
庆丰闸位于东便门以东2.7公里的通惠河上。1292年，元朝都水监郭守敬主持开凿通惠河时所建。初名籍东闸，俗称二闸（因在上游广源闸之下），起初为上下两座木闸。元贞元年（1295年）更名为庆丰闸。至顺元年（1330年）因岁久木朽，改建为石闸，闸基长12丈（36.39米），金门（闸室）宽2丈2尺（6.6米）。明朝嘉靖吴仲重修通惠河时，下闸废弃。所以现在的庆丰闸是元朝的庆丰上闸。
|  | 通惠河 北京 大通桥 庆丰闸 通流闸 平津闸 天妃宫 通州 新城 永通桥 普济下闸 石霸                  |
|  | 明代吳仲撰《通惠河志》中的“通惠河圖”（中国古代地图的方位习惯与现在相反，为上南下北左東右西）。 |

明朝嘉靖六年（1527年），巡仓御史吴仲力排众议，奏请修浚通惠河，获嘉靖帝批准。嘉靖七年（1528年），由吴仲亲自设计指挥，当年春季开工并于同年六月完成了通惠河修浚工程。经过此次修浚，在东便门至北运河段的通惠河上改建成五座船闸，即头闸大通闸、二闸庆丰闸、三闸平津上闸（高碑店闸）、四闸平津下闸（花园闸）、五闸普济闸。通常人们仅称前三闸为一闸、二闸、三闸，不称四闸和五闸。通惠河通过这五座船闸，提升航道水位，解决漕船逆行入北京城的困难。
从平津闸（高碑店闸）向西十五里便是庆丰闸。庆丰闸是从东便门到通州的通惠河上的二闸，素来以风景优美而著称。清朝曹雪芹喜爱庆丰闸的水色风景，曾多次来庆丰闸游玩，并在庆丰闸畔的酒楼饮酒作诗。曹雪芹逝世后，其好友敦敏来到庆丰闸，写下《河干集饮题壁兼吊雪芹》诗：“花明两岸柳霏微，到眼风光春欲归。逝水不留诗客杳，登楼空忆酒徒非。河干万木飘残雪，村落千家带远晖。凭吊无端频怅望，寒林萧寺暮鸦飞。”中华民国时期，文人雅士们来到庆丰闸游玩，将此处比作北方的秦淮河。在中华民国时期庆丰闸的老照片上，庆丰闸的清雅胜于秦淮河。
庆丰闸原来有十三块闸板，后来仅存一块闸板，年久却不朽，当地人称“万年青”。闸口石砌基址呈燕尾八字形，闸口两岸是码头，其中北岸是杂货码头，南岸是皇粮码头。闸口以西的通惠河沿岸是往来船只停泊之所。北岸原来有一座龙王庙，庙前舞狮子、放河灯时非常热闹。
清朝光绪二十六年（1900年），通惠河因水源缺乏而停止漕运，沿线各闸废弃。中华人民共和国成立后，政府多次整修通惠河。1992年2月，北京市人民政府批准成立通惠河整治工程指挥部，再次整治通惠河，要求“要以水为中心进行综合整治”，以便于泄洪、改善水质。此次通惠河整治工程中，开展了“庆丰闸遗址保护工程”，由北京市水利规划设计研究院进行工程设计，对庆丰闸的文物进行了保护。庆丰闸遗址保护工程于1995年3月落成，该工程的主要内容有：
- （一）保护庆丰古闸旧貌：原庆丰闸口门（金门）宽6.6米，但在通惠河整治工程中，通惠河河道拓宽至40米。为保留原闸旧貌，在河底原闸位处，将原闸形状及材料固定在低于河底0.2米处。水清时，从岸边和新建的庆丰桥上可以看见水中的庆丰古闸。[5]
- （二）闸身保护：在通惠河整治工程中，设计边墙为混凝土结构。为保护水上部分闸边墙旧貌，沿着闸基边墙，采用原闸墙花岗条石，尽量按原样恢复，长度仍为原长度36.39米。[5]
- （三）恢复边墙上的龙马石壁雕：原闸左右岸边墙上镶嵌有一块长3.5米，宽0.6米，厚0.4米用青石雕成的巨龙（青龙）和四匹飞奔的骏马（泗马），相传是“龙马负图”的神话故事，即“河出图洛出书”。施工中将原龙马石壁雕移走保存，将仿制的壁雕放在原位置。[5]
- （四）恢复上下游石雕镇水兽：原闸边墙上下游，左右两岸安放4只石雕镇水兽。每只兽梗颈扭头，披鳞带角，长尾回蜷，怒视河水。施工中将原镇水兽移走保存，将仿制的镇水兽放在原位置。[5]
- （五）复制《二闸修契》壁画：在庆丰闸左侧位置，河北岸的巡河路挡墙上，建成一座墨玉石刻艺术壁画，长27米，高3米。壁画顶上是汉白玉石雕屋脊，屋脊两端有石雕鸱吻。壁画刻在墨玉石板上，用四川红天然大理石镶边。壁画分为三部分，第一部分是“庆丰闸遗址”题字（由原水利部部长张含英题写）；第二部分是《鸿雪因缘图》一书中清朝官员穆见亭画的《二闸修禊》图，描绘了清朝河道总督麟庆在1820年春（农历三月初三日）邀请16位友人来二闸（庆丰闸）祭礼、乘船、流杯饮酒、吟诗作画春禊的场面；第三部分罗列了从1292年郭守敬主持建通惠河起，明清时期修建庆丰闸的历史，包括明朝嘉靖七年（1528年），吴仲修浚通惠河，嘉靖帝乘船视察通惠河；同年秋，曾陪嘉靖帝视察通惠河的大臣张璁、杨一清、翟銮再度游览通惠河并作《侍上泛通惠河同官联句》：[5][7]

落日秋风好放舟，已过三闸顺安流。（张璁）

恩沾赐宴流琼浆，老愧忘机问白鸥。（杨一清）

运饷繇来归水国，上游从此重神州。（翟銮）

观风不是躭盘乐，莫讶今年两度游。（张璁）

- （六）庆丰闸遗址碑：在壁画西侧，立有一通庆丰闸遗址碑。高4米，宽1.6米，厚0.4米，大青石制，螭首（四龙戏水）方须弥座，碑额阳面篆书“庆丰闸遗址碑”，碑身阳面刻有《庆丰闸遗址碑记》，记载通惠河整治工程、庆丰闸遗址保护工程建成的历史。碑文为原北京市人大常委会副秘书长段天顺撰文：[2]

庆丰闸遗址碑记：
庆丰闸，初名籍东闸，俗称二闸。公元1392年（元至元29年）都水监郭守敬主持开凿通惠河时所建。初为上下两座木闸，后于公元1330年（元至顺元年）改建石闸。闸基长120尺，金宽22尺，并易名庆丰。明嘉靖中吴仲重修通惠河时，下闸废弃。仅存庆丰闸遗迹当时元代庆丰上闸。通惠河系京杭运河首段，庆丰闸仍是通惠河上的重要通航船闸，以时畜泄，因水转漕，舳舻相衔，功莫大焉。又以地处近郊，碧波清流，风光秀丽，明清以来皆为市民游憩胜地，素有燕京秦淮河之美誉。岁月流逝，原闸废弃，遗址尚存。
中华人民共和国成立后，北京人民政府多次整修通惠河。自1992年底再次兴工，拓宽河道，以利泄洪，改善水质，复现清波。为保存文物，光耀先祖贤，遂将原闸石雕易地保存，闸底略有降低，并仿元制重石兽，修建虹桥，爰于原址立碑为记。
北京水利协会水利史研究会   段天顺  谨识

北京市通惠河整治工程指挥部          立

一九九五年三月

1992年至1995年，在通惠河整治工程中开展“庆丰闸遗址保护工程”的同时，在庆丰闸原址下游（即庆丰闸原址东侧）不远处新建汉白玉拱桥一座，名“庆丰桥”（张含英题写桥名），供行人过河使用。高7.8米，长38米，宽4.4米。该桥的拱形结构、栏杆、板柱均采元代建筑式样。上述“庆丰闸遗址保护工程”各项内容均位于庆丰桥西侧。
2009年，庆丰闸旧址以南的通惠河南岸建成庆丰公园并对外开放。从国贸桥向南，便可到达通惠河畔的庆丰公园。通惠河北岸是北京CBD，高楼林立。通惠河在庆丰闸处，两岸原来都是街巷与村落，为配合北京CBD的建设，将街巷和村落拆迁，南岸辟为庆丰公园。从2009年8月拆迁庆丰小区起，仅用1个月，便于2009年9月28日建成了庆丰公园。该公园因庆丰闸而得名。庆丰公园位于通惠河南岸，横跨北京东三环，南邻北京铁路机务段，北隔通惠河与建外SOHO、中国一航、北京电视台新址遥对。庆丰公园自东至西长1700米，占地面积26.7公顷。
2013年，庆丰闸作为大运河北京段的一部分，被并入第七批全国重点文物保护单位大运河的细项。